# Rhysodesmus mystecus
Rhysodesmus mystecus är en mångfotingart som först beskrevs av Jean-Henri Humbert och Henri Saussure 1869.  Rhysodesmus mystecus ingår i släktet Rhysodesmus och familjen Xystodesmidae. Inga underarter finns listade i Catalogue of Life.